# Chăn nuôi ở Việt Nam
Ngành chăn nuôi ở Việt Nam là một bộ phận quan trọng cấu thành của nông nghiệp Việt Nam cũng như là một nhân tố quan trọng trong nền kinh tế Việt Nam, tình hình chăn nuôi ở Việt Nam phản ánh thực trạng chăn nuôi, sử dụng, khai thác, chế biến và tiêu thụ các sản phẩm động vật (súc vật nuôi) và tình hình thị trường liên quan tại Việt Nam. Chăn nuôi Việt Nam có lịch sử từ lâu đời và đóng góp lớn vào cơ cấu kinh tế, xóa đói giảm nghèo cũng như đời sống từ bao năm qua. Hiện nay, theo xu thế của một nền kinh tế đang chuyển đổi, chăn nuôi Việt Nam cũng có những bước đi mới và đạt được một số kết quả nhất định.
Trong ngành chăn nuôi thì con giống, dinh dưỡng và quản lý vấn đề vệ sinh chuồng trại là những yếu tố quan trọng nhất đối với người nuôi, những yếu tố này là cả một quá trình đầu tư, học tập, tích lũy kinh nghiệm và đào tạo huấn luyện một cách thường xuyên nhưng ở chăn nuôi Việt Nam thì lại còn bất cập và nhiều khó khăn, nhất là công tác quản lý và công tác thị trường. Hạn chế của chăn nuôi Việt Nam vẫn là quy mô nhỏ, năng suất thấp, lệ thuộc vào nguyên liệu, con giống, kỹ thuật và thị trường của nước ngoài, sức cạnh tranh kém cũng như việc sử dụng chất kháng sinh, chất cấm, chất độc trong chăn nuôi và tiêu dùng còn rất cao.
Trong thời gian hiện nay có xuất hiện những thách thức và nguy cơ ngày càng rõ rệt đang đe dọa đến sự phát triển bền vững của ngành chăn nuôi Việt Nam, đặc biệt và nhất là trong tình hình hội nhập và cạnh tranh kinh tế càng gay gắt. Thậm chí còn có những quan ngại giấy lên về sự phá sản, xóa xổ của ngành chăn nuôi Việt Nam khi hội nhập quốc tế với những hiệp định thương mại quốc tế, chăn nuôi trong nước sẽ đứng trước nguy cơ xóa sổ vì không cạnh tranh được với thịt nhập khẩu. Có những quan điểm cho rằng ngành chăn nuôi của Việt Nam đang là vật tế thần, bị đem hy sinh để đánh đổi những lợi ích khác từ các hiệp định thương mại.

## Vai trò

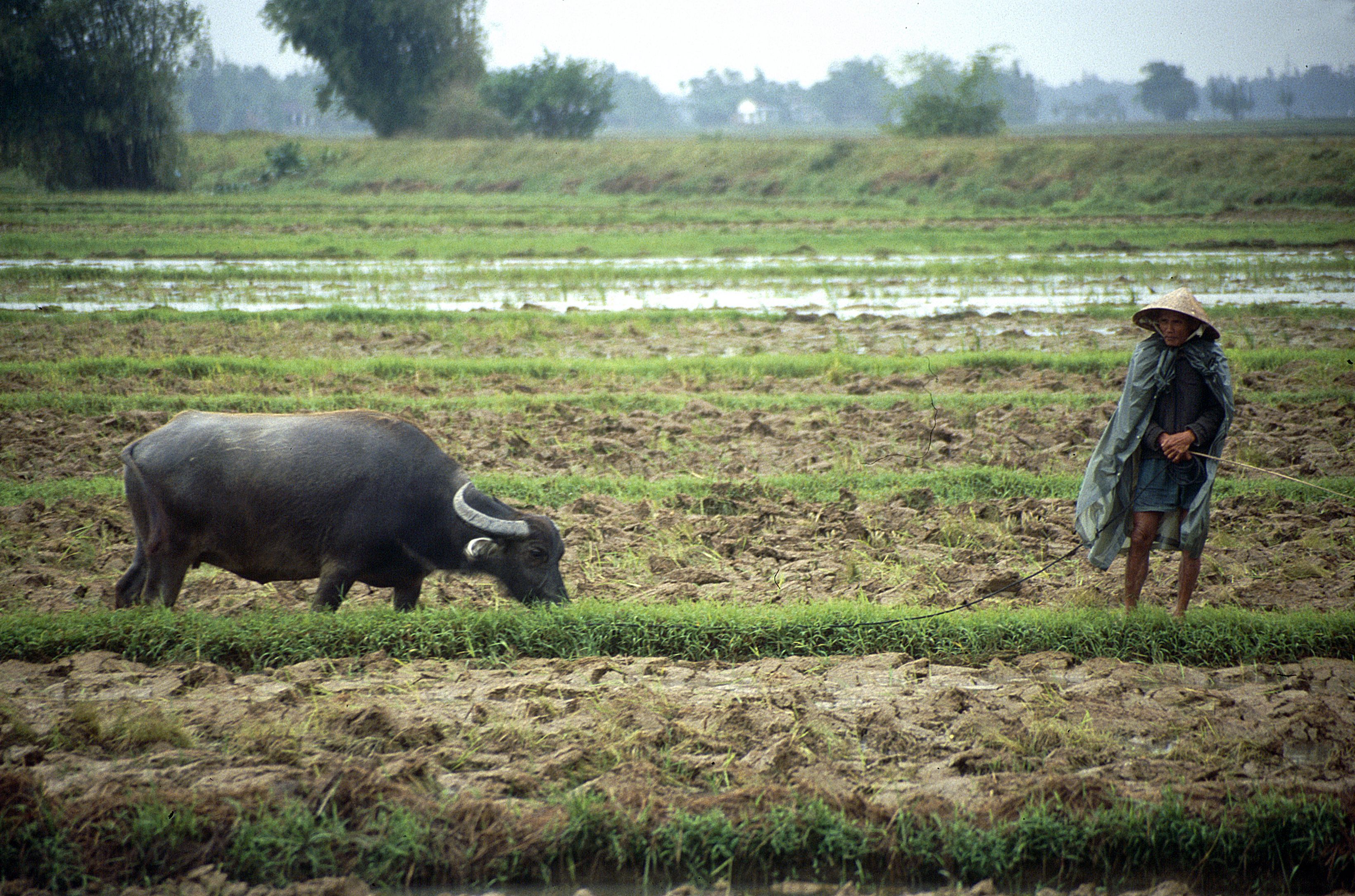
Con trâu và nuôi trâu có vai trò, vị trí rất quan trọng trong nông nghiệp Việt Nam

Chăn nuôi là ngành kinh tế quan trọng của Việt Nam, là một trong những nguồn cung cấp thực phẩm thiết yếu chính cho người dân, việc tiêu thụ thịt cá trứng là thành phần chính của bữa ăn của người Việt có điều kiện (trong đó thịt heo và thịt gà chiếm tỷ trọng cao). Đây cũng là ngành kinh tế giúp cho nông dân tăng thu nhập, giải quyết được nhiều công ăn việc làm cho người lao động. Chăn nuôi của Việt Nam vẫn đang là sinh kế của gần 10 triệu người nhưng trên 50% quy mô nông hộ ở quy mô nhỏ. Ngoài việc thực hiện tốt vai trò sản xuất nội địa, một số ý kiến cho rằng ngành chăn nuôi Việt Nam còn đóng góp tích cực vào mục tiêu phát triển bền vững của Liên Hợp Quốc.
Đặc điểm nổi bật của nông nghiệp Việt Nam từ xa xưa là hệ thống sản xuất kết hợp mà rõ ràng nhất là sự kết hợp mật thiết giữa chăn nuôi và trồng trọt, đặc biệt là chăn nuôi gia súc để lấy sức kéo, sức lao động, trong đó trâu bò được sử dụng làm sức cày kéo trong trồng trọt, cũng như nuôi lợn, nuôi gà, thủy cầm và trồng lúa hỗ trợ lẫn nhau, người ta đã sử dụng hợp lý các nguồn thức ăn tại chỗ, sẵn có. Ngày nay, hình thức kết hợp này vẫn còn đang được sử dụng dưới hình thức chăn nuôi nông hộ, và theo mô hình vườn-ao-chuồng (VAC), những lợi thế rõ ràng của chăn nuôi quy mô nhỏ, như sự khép kín với trồng trọt, phù hợp với khả năng đầu tư và trình độ kỹ thuật của nông hộ nhỏ, cho phép sử dụng tốt hơn các giống địa phương có đặc điểm là năng suất thấp nhưng lại thích nghi tốt với điều kiện sinh thái, có thể sử dụng tốt hơn các nguồn thức ăn có sẵn tại địa phương, tạo ra sự quay vòng.
Mặc dù giữ vị trí quan trọng trong ngành nông nghiệp, nhưng chăn nuôi là lĩnh vực được đánh giá dễ bị tổn thương nhất sau khi Việt Nam tham gia các hiệp định thế hệ mới. Đối với tiềm năng ngành chăn nuôi, nhất là chăn nuôi heo, nếu tổ chức tốt, tương lai ngành này sẽ được khá, từ cuộc khủng hoảng thịt lợn cho thấy cho thấy thế mạnh của Việt Nam trong lĩnh vực chăn nuôi lợn, và khả năng làm ra sản phẩm có thể xuất khẩu được chính là thịt lợn, không phải loại thịt khác, có ý kiến cho rằng Ngành chăn nuôi không sập (phá sản) dễ dàng được, chăn nuôi nhỏ lẻ có thể giảm, nhưng chăn nuôi lớn và đầu tư công nghệ cao theo chuỗi sẽ có cơ hội để phát triển, Sản phẩm thịt của Việt Nam cũng đang hướng tới vấn đề thực phẩm sạch sẽ giúp nâng vị trí thịt lợn lên.

## Quy mô

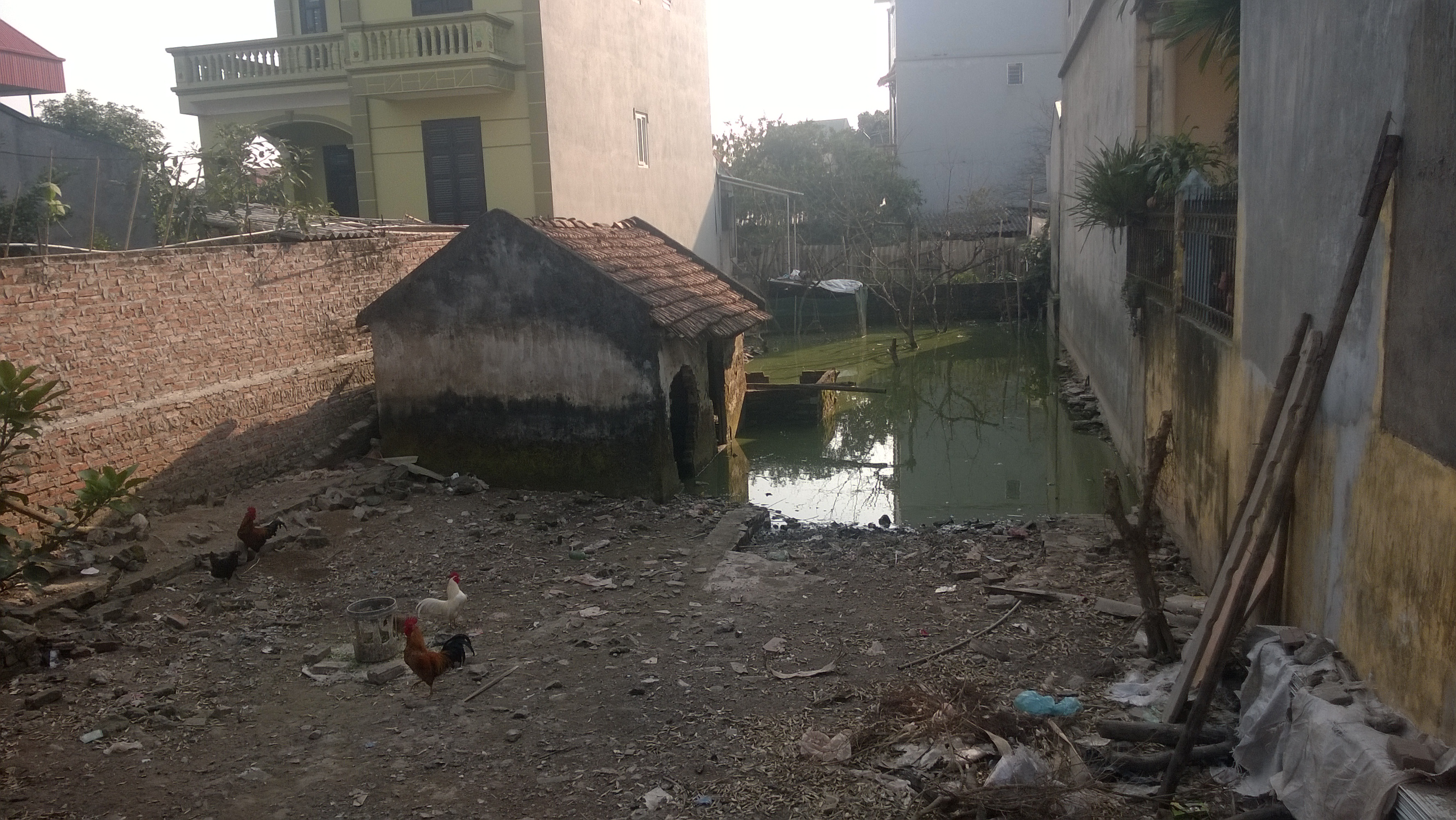
Mô hình nuôi gà vườn ở Hà Nội, nó cũng phản ánh quy mô nông hộ nhỏ lẻ trong chăn nuôi gà ở Việt Nam

Theo số liệu chính thức Việt Nam hiện có 10,9 triệu hộ chăn nuôi gà vịt, 4 triệu hộ chăn nuôi heo và khoảng 2,5 triệu hộ chăn nuôi bò, cộng chung là gần 18 triệu hộ. Một thống kê khác cho biết có khoảng 4 triệu hộ chăn nuôi heo, 7,9 triệu hộ chăn nuôi vịt, 2,5 triệu hộ chăn nuôi bò. Quy mô chăn nuôi còn nhỏ bé, phổ biến nhất vẫn là trang trại quy mô chăn nuôi theo hộ gia đình, nên đa số hoạt động manh mún, nhỏ lẻ. Trong số 4.131,6 nghìn hộ chăn nuôi thì số quy mô nhỏ (dưới 10 con lợn/hộ) chiếm tới 86,4%, riêng số hộ quy mô siêu nhỏ (1-4 con lợn/hộ) chiếm 71,6% tổng số hộ chăn nuôi, nhưng chỉ sản xuất 43,2% tổng lượng thịt, về gia cầm, trong tổng số 7.864 nghìn hộ chăn nuôi, số hộ quy mô nhỏ (dưới 100 con gia cầm/hộ) chiếm 89,62% (riêng quy mô siêu nhỏ 1-19 con chiếm 54,39%) nhưng chỉ sản xuất 30% tổng số thịt gia cầm.
Hình thức trang trại chăn nuôi chiếm tỷ trọng cao trong tổng số lượng trang trại nông nghiệp cả nước, và hiện nay tỷ trọng này đang có chiều hướng tăng lên. Năm 2013 có 9.026 trang trại chăn nuôi (bằng 38,72 tổng số trang trại nông nghiệp), 2 vùng Đồng bằng sông Hồng và Đông Nam bộ có nhiều trang trại nhất (tương ứng có 3.709 và 2.204 trang trại), hệ thống chăn nuôi quy mô nhỏ, mức độ vệ sinh an toàn thực phẩm thấp đang cung cấp ra thị trường gần 70% sản phẩm thịt. Trong khi đó, chăn nuôi thương mại quy mô lớn, công nghệ hiện đại, an toàn thực phẩm cao chỉ mới cung cấp trên 15% lượng thịt cho tiêu dùng. Việt Nam được đánh giá là quốc gia có tiểm năng chăn nuôi lớn trong khu vực với khả năng sản xuất 27,5 triệu đến 28 triệu con lợn, 300 triệu con gia cầm và 0,5 triệu bò sữa.
Giá trị sản xuất ngành chăn nuôi tăng qua các năm, tuy nhiên tốc độ tăng trưởng chiều hướng giảm xuống từ sau khủng hoảng kinh tế toàn cầu năm 2008 và dấu hiệu hồi phục còn chậm, năm 2014 giá trị sản xuất ngành chăn nuôi (theo giá so sánh 2010) đạt 15.4015 tỷ đồng tăng 4,1% so với năm 2013. Một phương hướng là giảm số lượng, đặc biệt là số lượng lợn nái từ 4,2 triệu con hiện nay xuống 3 triệu con vào năm 2020. Đồng thời tăng chất lượng đàn heo nái trong tương lai để 3 triệu con có hiệu suất như 4,2 triệu con, cần mở rộng chăn nuôi tập trung, giảm 3 triệu hộ chăn nuôi đơn lẻ hiện nay.

## Kết quả

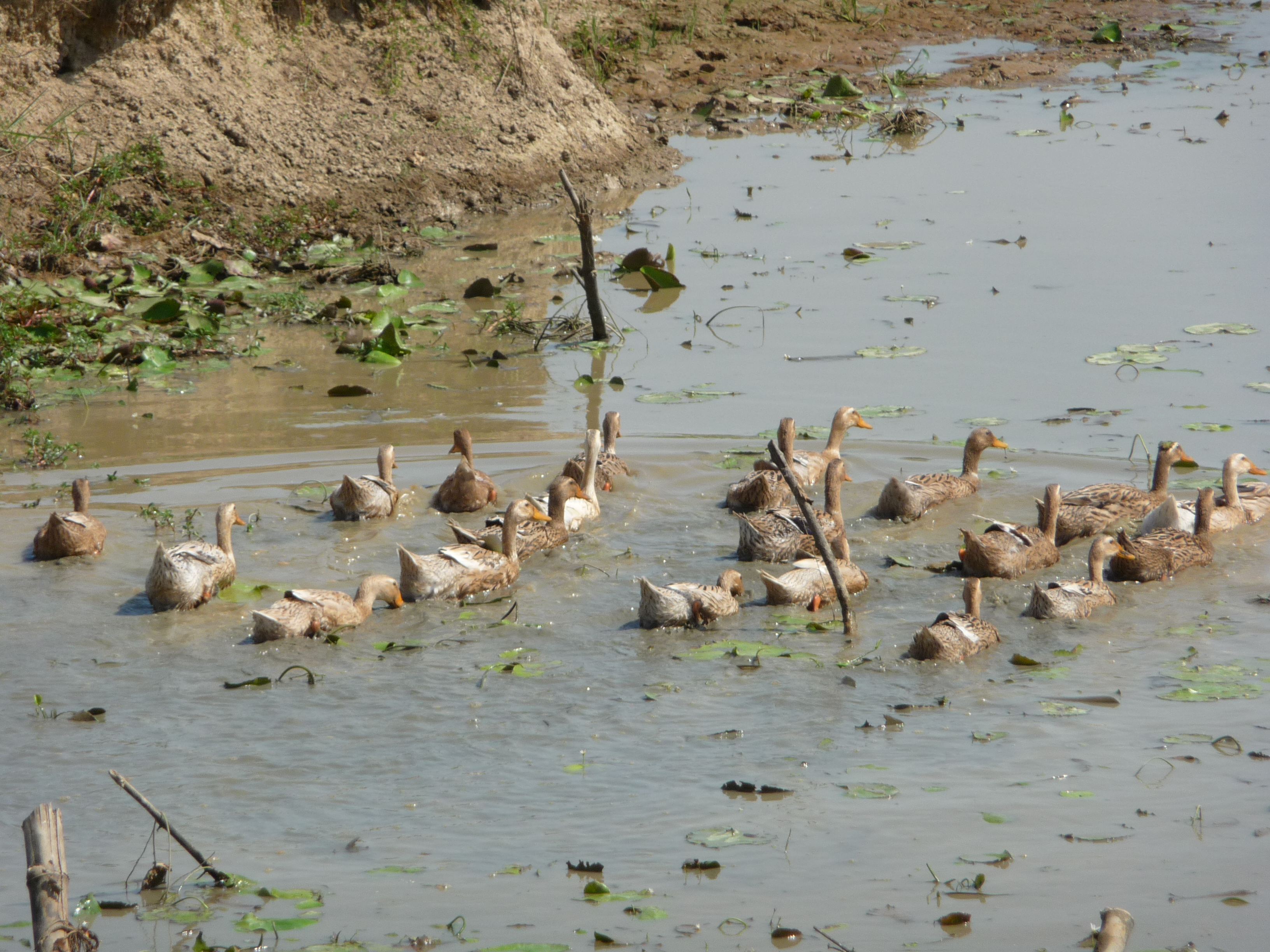
Vịt cỏ được chăn nuôi ở Việt Nam, đây cũng là thế mạnh về đàn thủy cầm của Việt Nam

Trong những năm gần đây, ngành chăn nuôi Việt Nam có những bước phát triển. Nhiều địa phương thực hiện chuyển đổi cơ cấu nhanh từ chăn nuôi nhỏ lẻ phân tán sang chăn nuôi gia trại, trang trại công nghiệp. Từng bước gắn với giết mổ, chế biến tập trung công nghệ, nâng cao chất lượng an toàn thực phẩm. Đặc biệt là đã có sự hình thành, đầu tư của các doanh nghiệp lớn, đó là nền tảng bền vững cho nền chăn nuôi Việt Nam trong tương lai. Trong vòng 15 năm, chăn nuôi Việt Nam đạt mức tăng trưởng cao, bình quân 5-6%/năm. Đến năm 2016, sản lượng thịt các loại đã tăng gấp gần 3 lần sau 15 năm, đạt 5,2 triệu tấn (thịt lợn chiếm 3,9 triệu tấn). Sản lượng các loại thịt tăng ba lần (từ 1,8 triệu lên 4,6 triệu tấn), trứng tăng ba lần (từ 3 tỷ quả lên 8,9 tỷ quả), các sản phẩm sữa tươi tăng 14 lần, thức ăn công nghiệp tăng gần 4 lần.
Trong khi hội nhập với thế giới, chăn nuôi Việt Nam cũng có những mặt hàng có thể cạnh tranh được như: gà lông màu, vịt, trứng vịt, các loại lợn nội có giá trị kinh tế cao như lợn mán, lợn cắp nách, tuy nhiên, gà công nghiệp lông trắng sẽ không có lợi thế chẳng hạn như trong lĩnh vực chăn nuôi gà lông trắng, có khoa học, công nghệ, trình độ chăn nuôi không kém gì nước Mỹ. Nhưng người nông dân gia công thì 1 kg thịt gà hơi lông trắng sản xuất có giá là 29.000 đồng. Trong khi 1 kg đùi gà Mỹ có giá 20.000 đồng. Trong khi đó, việc tiếp xúc lãnh đạo cấp cao nhân Hội nghị APEC 2017 có thể thúc đẩy việc xuất khẩu thịt lợn sang Trung Quốc một cách nhanh chóng.

## Hạn chế

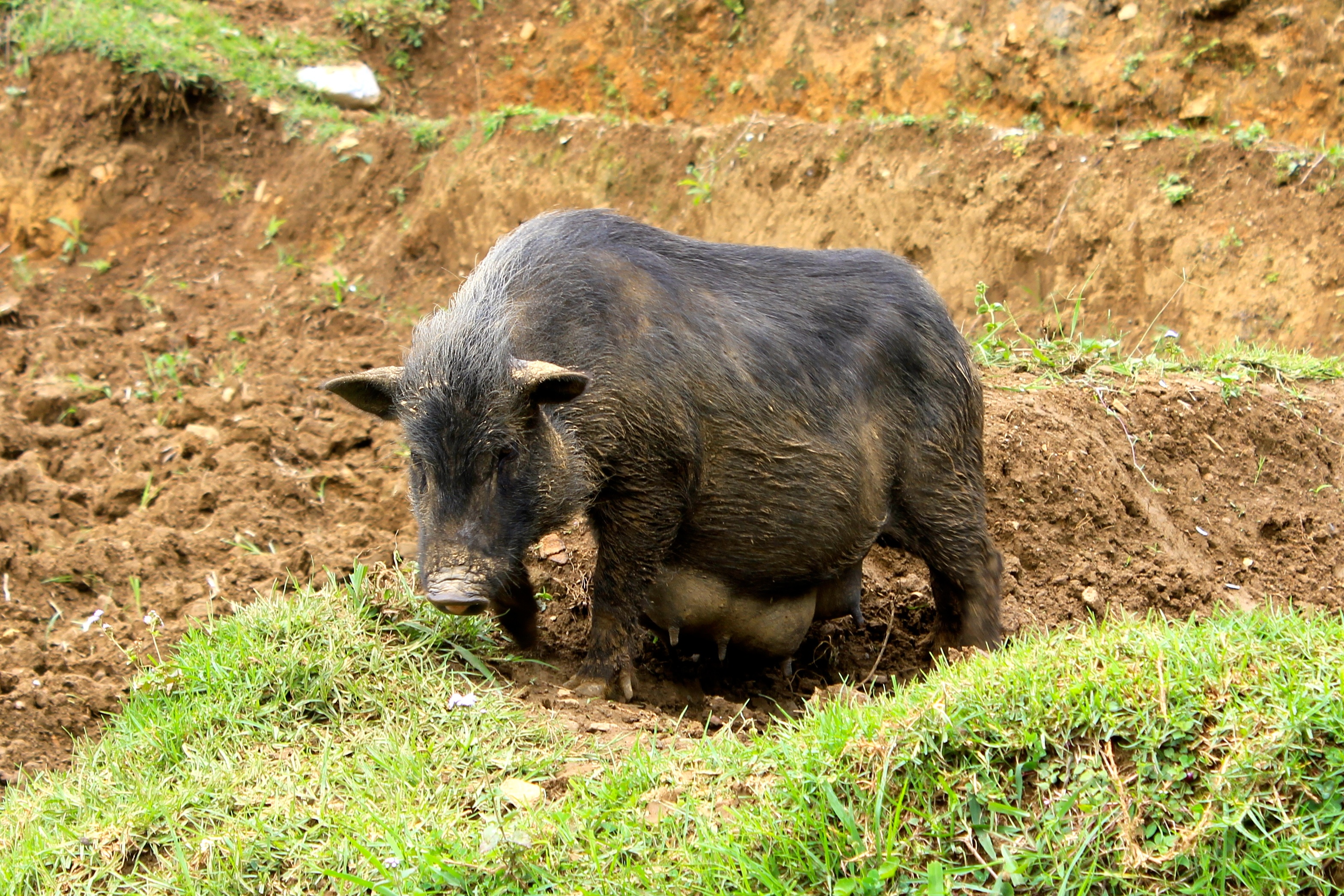
Một con lợn nuôi tại Sapa, chăn nuôi lợn có lịch sử lâu đời và vai trò quan trọng trong chăn nuôi ở Việt Nam

Chăn nuôi Việt Nam vẫn tồn tại nhiều hạn chế như hệ thống sản xuất chưa đồng bộ, khâu liên kết chuỗi từ sản xuất đến tiêu thụ sản phẩm vẫn là vấn đề lớn, cản trở bước tiến của ngành chăn nuôi với ba vấn đề lớn là giá thành sản phẩm, thương hiệu sản phẩm và xúc tiến thương mại, quảng bá sản phẩm, giá gia cầm trong nước vẫn cao hơn các nước trong khu vực khoảng từ 17-18%, ở Việt Nam đã có một số thương hiệu, chỉ dẫn địa lý, tuy nhiên quy mô, diện tích vùng của sản phẩm chưa lớn, ở Việt Nam công tác xúc tiến thương mại chưa đầy đủ, dù sản xuất được sản phẩm tốt, ngon, đẹp nhưng ít người biết đến, nhiều người không ăn, ít người xem vì vậy mà khó tiêu thụ sản phẩm.
Nhược điểm của ngành chăn nuôi Việt Nam là giá thành cao, do thức ăn chăn nuôi phải nhập khẩu với tỷ trọng lớn. Chỉ trong 7 tháng tính từ đầu năm 2015, Việt Nam đã nhập khẩu khoảng 4,1 tỷ USD thức ăn chăn nuôi và nguyên liệu. Ngoài ra phần lớn quy mô chăn nuôi gia đình là quá nhỏ bé, không áp dụng được công nghệ hiện đại và khó bảo đảm vệ sinh an toàn thực phẩm. Năng suất chăn nuôi ở Việt Nam chỉ bằng 25% đến 30% của thế giới, so sánh với Mỹ thì chỉ bằng 30%. Tất cả những nguyên vật liệu cơ bản như bắp, đậu nành là hai nguyên liệu chính sản xuất thức ăn chăn nuôi thì đều nhập khẩu từ nước ngoài (chủ yếu từ Mỹ và Nam Mỹ) dẫn tới giá thành rất cao. Ngoài ra con giống cũng phải nhập khẩu, những chất phụ gia thuốc thú y cũng đều nhập khẩu nên giá thành chăn nuôi Việt Nam gần như cao nhất thế giới. Chỉ một số ít người nuôi heo theo phương thức VAC vườn ao chuồng kết hợp trồng trọt, nuôi thủy sản và nuôi heo thì mới có thể có giá thành cạnh tranh. Còn nuôi gà sẽ chỉ tồn tại những trại nuôi gà ta, gà đồi, gà tam hoàng không phải cạnh tranh sản phẩm ngoại nhập.
Ngoài ra xu hướng nuôi gia công cho công ty nước ngoài là có vì người nuôi gà muốn tồn tại sẽ phải liên kết với các công ty lớn và đầu tư trại nuôi hiện đại sử dụng công nghệ tin học, thực tế hiện nay gần như tất cả ngành chăn nuôi gà ở Việt Nam nằm trong tay các doanh nghiệp đầu tư nước ngoài do đó gây ra quan điểm, đặt ra vấn đề ngươi tiêu dùng ăn thịt gà nhập khẩu từ Mỹ với giá rẻ, hay ăn thịt gà giá đắt tại Việt Nam mà do các doanh nghiệp đầu tư nước ngoài đang sản xuất, điều này tương đồng, và nên ăn thịt gà Mỹ giá rẻ thì tốt hơn. Công tác phát triển giống heo của Việt Nam hiện nay được thả nổi cho các chủ trang trại lớn và các công ty nước ngoài. Những đơn vị này định đoạt và khống chế thị trường với mục đích chính là trục lợi thay vì hướng tới tạo ra những con heo giống có thể trạng tốt, nhiều trại heo cũng bị bệnh triền miên và hiệu quả kinh tế kém. Trong những năm gần đây, Việt Nam xuất hiện một loại mô hình cơ cấu kinh tế thương mại là nhóm công ty độc quyền (Obligopoly) là chỉ có một vài công ty lớn thống trị thị trường từ khâu chế biến sản xuất và phân phối từ đó thao túng thị trường chăn nuôi.

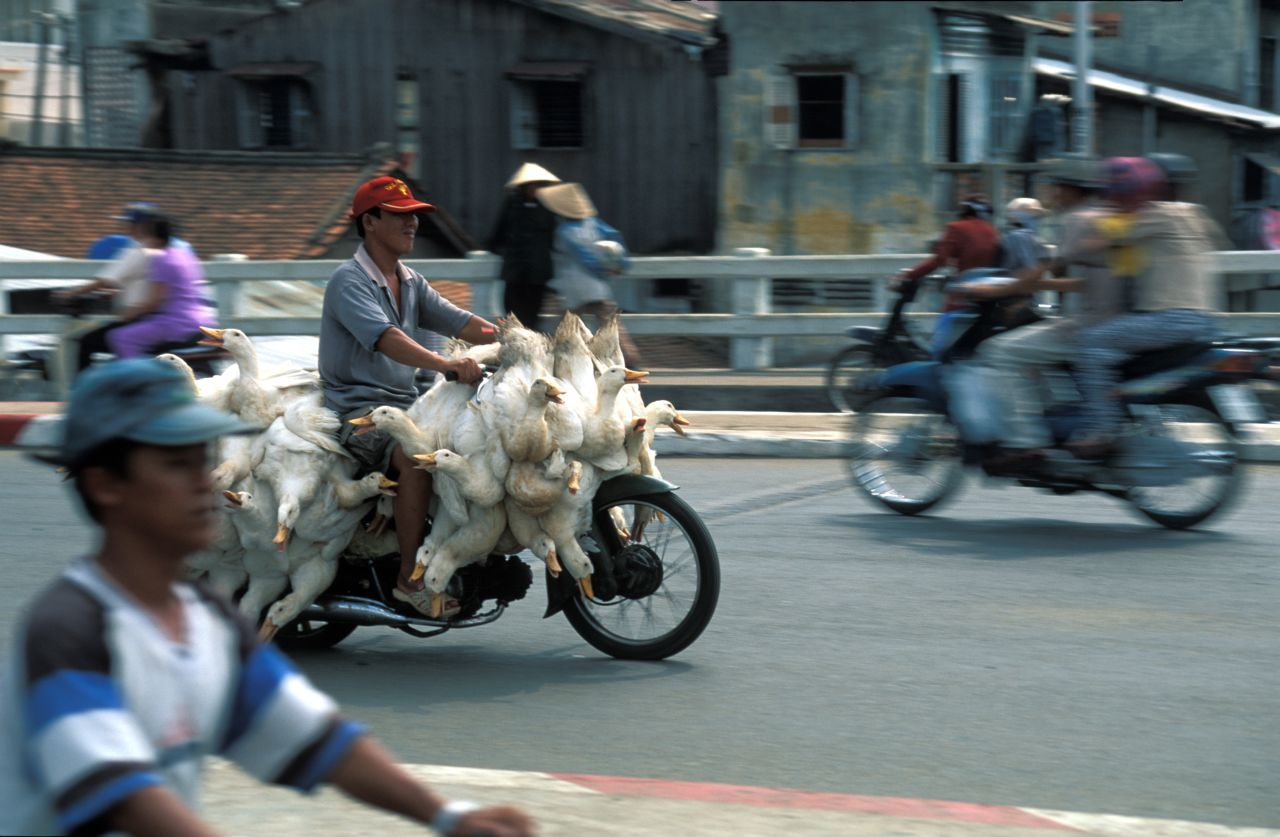
Vận chuyển vịt ở Thành phố Hồ Chí Minh

Ở Việt Nam, theo dự kiến, quỹ đất dành cho cây trồng làm thức ăn chăn nuôi sẽ tăng lên đến 100.000 ha năm 2015 và 300.000 ha năm 2020, trên thực tế, quá trình chuyển đổi này diễn ra rất chậm chạp. Thống kê cho biết sản lượng thịt xẻ của ngành chăn nuôi Việt Nam năm 2014 vào khoảng 2.628.000 tấn thịt lợn, 5.351.6.000 tấn thịt gà và 119.000 tấn thịt bò. Nếu so con số này với mức ước tính tổng tiêu thụ nội địa năm 2014 là 3.034.000 tấn, trong đó 2.035.000 tấn thịt lợn, 703.000 tấn thịt gà và 296.000 tấn thịt bò, thì có thể thấy rằng, sản xuất chăn nuôi trong nước không đáp ứng được nhu cầu nội địa, dẫn đến nhập từ nước ngoài.
Để giảm giá thành sản xuất, một số nhà chăn nuôi dùng chất cấm để tạo nạc và dùng kháng sinh để ngừa bệnh và tăng trọng trong giai đoạn cuối (xuất chuồng). Ở Việt Nam thường xuyên có dịch bệnh vì tình trạng vệ sinh chuồng trại cũng như chất lượng con giống quá yếu kém. Sức đề kháng của vật nuôi yếu nên bệnh dịch rất dễ xâm nhập, thiếu khả năng vượt bệnh và lây lan nhanh chóng từ khu vực này qua khu vực khác như bệnh lở mồm long móng (FMD), bệnh tiêu chảy cấp tính của heo con (PED) và bệnh tai xanh (PRRS) là những bệnh đặc thù thường xảy ra ở Việt Nam trong nhiều năm qua và năm nào cũng có làm tổn hại rất lớn cho người chăn nuôi. Tình trạng dư thừa kháng sinh trong thực phẩm là một điều đáng quan ngại tại Việt Nam. Sử dụng kháng sinh và chất kích thích tăng trưởng vô tội vạ càng ngày càng tăng khó khăn cho những nhà chăn nuôi làm ăn chân chính. Người tiêu dùng sẽ e ngại khi sử dụng các sản phẩm từ thịt và thiệt hại cuối cùng thuộc về người chăn nuôi.
Hơn 50% các sản phẩm chăn nuôi của Việt Nam vẫn đến từ các mô hình sản xuất nhỏ, hộ cá thể. Việc chăn nuôi nông hộ quy mô nhỏ thường chịu rủi ro rất cao do không được kiểm soát và hỗ trợ cung cấp thông tin về dịch bện, giá cả, thiếu kỹ thuật chăn nuôi, thường chỉ dựa vào kinh nghiệm tích lũy và it được tập huấn, phổ biến các kiến thức, hướng dẫn mới về chăn nuôi, không có sự am hiểu cơ bản về vệ sinh an toàn thực phẩm, chăn nuôi tại Việt Nam theo cả phương thức trang trại và quy mô hộ gia đình vẫn chưa tạo được vùng hàng hóa tập trung, chưa chú trọng đến việc xây dựng quy trình sản xuất theo chuỗi để giảm chi phí, giá thành, nâng cao lợi nhuận, các trang trại của Việt Nam quy mô nhỏ, những tiêu chuẩn kỹ thuật về chuồng trại thiếu đồng bộ gây khó khăn cho việc vệ sinh, sát trùng, áp dụng các biện pháp vệ sinh an toàn sinh học trong phòng trị bệnh và không phù hợp cho việc áp dũng kỹ thuật tiên tiến trong quản lý chăm sóc theo đàn.
Thực tế, ngành chăn nuôi ở Việt Nam đã phải gặp nhiều khó khăn như rớt giá, bệnh dịch, sử dụng chất cấm và dư thừa kháng sinh, từ đó nhiều người chăn nuôi đã bị thua lỗ nặng nề phải bỏ nghề, dịch bệnh xảy ra liên miên từ năm này sang năm khác, môi trường chăn nuôi bị ô nhiễm, cuộc khủng hoảng trong ngành chăn nuôi Việt nam đã và đang xảy ra trên cả nước được xuất phát từ cả nguyên nhân chủ quan (người chăn nuôi) lẫn những nguyên nhân khách quan (cạnh tranh từ thịt nhập khẩu và sự quản lý yếu kém của các cơ quan chức năng) đã tồn tại trong ngành chăn nuôi trong một quá trình khá lâu dài mà ít người quan tâm đến. Sức tiêu thụ của thị trường trong nước là hạn chế, trong lúc năng lực chế biến, cấp đông còn rất khiêm tốn. Năng lực trữ đông lạnh hiện nay mới chỉ ở mức không đáng kể, không đủ để giải quyết được lượng thịt đang dư thừa, lượng thịt dư thừa trong thị trường là khoảng 200 ngàn tấn
Riêng thịt lợn đang "khủng hoảng thừa" nghiêm trọng. Giá giảm thấp nhất từ trước đến nay tại Việt Nam, và cũng là thấp nhất trên thế giới, giá thịt lợn hơi nhiều nơi dưới 25.000 đồng/kg do nguồn cung thịt lợn quá lớn dẫn tới dư thừa, khâu chế biến trong nước còn rất yếu, trong nước chủ yếu bán thịt tươi, chưa có chế biến, bảo quản lâu dài. Giá trị gia tăng của thịt lợn không cao, khâu tổ chức thị trường kém. Thị trường tiêu thụ chủ yếu trong nước, xuất khẩu không đáng kể. Ngoài ra, việc quy hoạch các lò giết mổ trên cả nước có nhiều nhưng thực hiện rất yếu, chưa đạt hiệu quả để tăng cường giá trị gia tăng trong chuỗi. Ngoài ra, việc chăn nuôi diễn ra nhỏ lẻ trong dân nhiều, chưa có tổ chức quy mô lớn, tập trung, liên kết trong chuối yếu kém. Người chăn nuôi gặp nhiều rủi ro trước những biến động thị trường.

## Nguy cơ
Hội nhập kinh tế toàn cầu đã mang lại một số lợi ích nhất định cho Việt Nam nói chung nhưng nó cũng tạo ra rất nhiều nguy cơ và thách thức trong đó có ngành chăn nuôi Việt Nam. Đài Á châu tự do cho rằng chăn nuôi Việt Nam đang chết trong hội nhập, đồng thời hàng chục triệu hộ chăn nuôi gia súc, gia cầm nhỏ lẻ của Việt Nam có thể bị xóa sổ với quá trình hội nhập nhanh và sâu đang diễn ra và suy ra rằng Việt Nam chấp nhận hy sinh ngành chăn nuôi không có khả năng cạnh tranh, để đổi lại các mối lợi lớn hơn trong các ngành sản xuất khác cũng như có nhiều những nguyên nhân làm cho ngành chăn nuôi có thể bị phá sản và xóa xổ vì không thể cạnh tranh với sản phẩm ngoại nhập.
Các mặt hàng sữa, thịt bò, thịt heo, gà vịt sẽ bị ảnh hưởng nghiêm trọng vì không thể cạnh tranh khi Hiệp định đối tác xuyên Thái Bình Dương (TPP) thành hình với thuế suất nhập khẩu bằng 0. Với hàng loạt các hiệp định thương mại tự do Việt Nam ký năm 2015 và các năm tới, đặc biệt là Hiệp định thương mại đối tác xuyên Thái Bình Dương (TPP) và thị trường chung ASEAN (AEC), chăn nuôi Việt Nam được cho đang đứng trước nguy cơ không thể cạnh tranh được. Khi tham gia TPP, con giống, trang thiết bị, thuốc thú y, động lực học, cơ khí học phục vụ chăn nuôi được nhập khẩu về thì không phải chịu thuế. Sau TPP dòng thương mại có xu hướng thay đổi theo mức cắt giảm thuế quan, chuyển sang nhập khẩu sữa bột từ NewZealand, trâu bò sống từ Úc và các sản phẩm thịt từ Mỹ.
Có quan điểm nhận định rằng có lẽ ngành chăn nuôi là 'vật tế thần' cho hiệp định thương mại. Trường hợp mở cửa hơn nữa cho thịt từ các nước vào, chắc chắn ngành chăn nuôi trong nước sẽ bị đè chết, việc cầm cự sẽ chẳng được lâu khi hầu hết những nguyên liệu này cũng phụ thuộc vào nguồn nhập khẩu. Có quan điểm đánh giá rằng chăn nuôi bò chắc chắn phá sản vì Việt Nam không có đồng cỏ, tận dụng cỏ khô cho năng suất thịt thấp. Chăn nuôi trong nước có xu hướng bị thu hẹp do cạnh tranh đến từ các nước tham gia TPP, đặc biệt là đối với ngành thịt. Người tiêu dùng/nhà nhập khẩu sẽ được lợi, trong khi người sản xuất/nhà xuất khẩu phần lớn bị thiệt hại do không cạnh tranh được với các mặt hàng từ nước ngoài, thịt đông lạnh sẽ phát triển do yêu cầu về an toàn vệ sinh thực phẩm của người tiêu dùng ngày một tăng lên, thịt nóng ngoài chợ sẽ không đáp ứng được.
Thịt heo thì sẽ phải cạnh tranh không chỉ từ Mỹ mà sắp tới sẽ là châu Âu. Năm 2014 Việt Nam nhập khẩu 150.000 con bò Úc phục vụ tiêu dùng, nhưng chỉ trong ba tháng đầu năm 2015 đã nhập khẩu tới 115.000 trâu bò. Riêng về sản phẩm thịt, trong 7 tháng tính từ đầu năm nay, Việt Nam đã nhập khẩu 93.000 tấn thịt trâu bò dê cừu và gà. Riêng sản phẩm đùi gà đông lạnh từ Mỹ là hơn 45.000 tấn. Giá đùi gà Mỹ quá rẻ so với đùi gà công nghiệp nội địa (đùi gà Mỹ nhập khẩu với giá 0,9 tới 1 đô la/kg) làm người chăn nuôi lao đao. Sản phẩm của Mỹ rẻ nhưng đã được xác định là chất lượng tốt và bảo đảm vệ sinh an toàn thực phẩm và vấn đề tập quán tiêu dùng, giá đùi gà cánh gà ở Mỹ rẻ hơn ức gà, trong khi ở Việt Nam là ngược lại. Các nước có văn hóa ăn ức gà, đùi gà rẻ họ xuất khẩu sang Việt Nam. Gà nếu cắt rời bộ phận rồi nhập khẩu về thì thuế 20% nhưng gà để nguyên con nhập khẩu thuế lại là 40%. Các doanh nghiệp đang lách luật bằng cách chỉ cắt đầu gà để bên cạnh cả mình gà rồi nhập khẩu về để hưởng thuế suất 20%.